# Casa a la plaça Major i carrer Ferrerons (Olot)
La casa a la plaça Major i carrer Ferrerons d'Olot (Garrotxa) és una obra eclèctica inclosa a l'Inventari del Patrimoni Arquitectònic de Catalunya.

## Descripció
La casa està situada al xamfrà que uneix la plaça Major amb el carrer dels Ferrerons. És de planta rectangular i el seu mur s'organitza, verticalment, en baixos, quatre pisos i dos terrats.
Els baixos s'han alterat per donar cabuda als locals comercials que acullen. El primer i segon pis disposen d'un boínder cadascú -que queden un damunt l'altre sense separació- emmarcat per dos balcons, un a cada costat de la galeria. El tercer pis té tres balcons i el quart tres finestres essent el primer terrat amb balustrada damunt d'ell. A aquest terrat hi ha un badiu amb pilastres i també té un terrat damunt seu amb balustrada.

## Història
Durant el segle xvi la ciutat d'Olot va viure uns moments de gran prosperitat econòmica; molts immigrants de remença arribaren a la vila i el creixement urbà es va fer necessari. S'edificaren al carrer Major -antic camí que comunicava l'església del Tura amb la l'església parroquial de Sant Esteve-, el carrer de Sant Rafael i la plaça Major.
Durant els segles XVIII, XIX i XX es van fer moltes reformes als carrers esmentats i adjacents penetrant l'estil neoclàssic i l'eclecticisme, encara que damunt de tot s'imposaren el modernisme i el noucentisme.